# Farmacia Tanganelli
La Farmacia Tanganelli, también conocida como Farmacia Tanganelli-Sanchís, Farmacia Sanchís o Antigua Farmacia Dr. Vallet, es una farmacia situada en el chaflán localizado entre la rambla de Cataluña y la calle Rosellón, en el distrito del Ensanche de Barcelona. Diseñada siguiendo un etilol historicista, está considerada como un Bien Cultural de Interés Local. Se trata de una de las farmacias mejor conservadas y que mejor representa su estilo arquitectónico de la zona.

## Historia
El edificio se data aproximadamente del año 1898. El fundador de la farmacia fue Frederic Vallet i Xiró y posteriormente ha pertenecido a diferentes miembros de la misma familia. La última propietaria es la farmacéutica María del Mar Sanchis Foret de la que el local ha tomado el nuevo nombre: Farmacia Sanchis.

## Composición
Se trata de un establecimiento comercial dedicado a farmacia, situado en la planta baja de un edificio situado entre la Rambla Cataluña y la calle Rosellón, con diversos elementos conservados desde su fundación por el Dr, Vallet.
En el exterior, en la parte inferior del cierre de las tres aperturas, enmarcada con carpintería barnizada, que seguramente estaba pintada en origen de color marrón oscuro, hay una decoración de inspiración gótica en el zócalo y, en las del chaflán, bajo el dintel. La apertura de la derecha es un escaparate, mientras que las otras dos disponen de una puerta central batiente y un tirador exterior, de metal dorado, en forma de serpiente en actitud agresiva.
En el interior hay un pilar de fundición, integrando la estructura del edificio, que conserva el color marrón original, y todos los elementos de la decoración modernista de inspiración gótica que, salvo el pavimento y parte del cromatismo (muchos elementos de madera se han decapado y barnizado), se conserva íntegramente en los dos ámbitos de la sala de ventas, y que son los siguientes: 
- el cielo raso realizado con una combinación de dos colores de madera y decoraciones sobrepuestas, con una moldura perimetral de diamantes y círculos en los plafones;
- la tela pintada que reviste la parte superior del menaje, donde la suciedad oculta garlandas florales y el busto del farmacéutico;
- en la pared derecha y la del fondo a la izquierda hay una ventanilla con decoración gótica y vitral, en la vertical de una puerta de paso;
- los armarios de madera que cubren las paredes con bajos, plafones y rombos, por un lado; vitrinas con esbeltas puertas batientes con tracerias por otro lado; y, finalmente, con cornisa moldura y cresterias.
- detrás del mostrador, el mueble adopta forma de ábside, con un bóveda con decoración radial que todavía conserva el cromatismo original (marrón oscuro con líneas doradas);
- la decoración de las jambas de la apertura, que conecta los dos ámbitos;
- el mostrador con frontal, con el mismo motivo que los bajos de los armarios y el sobre de mármol blanco y los banquillos de madera.

## Galería de imágenes

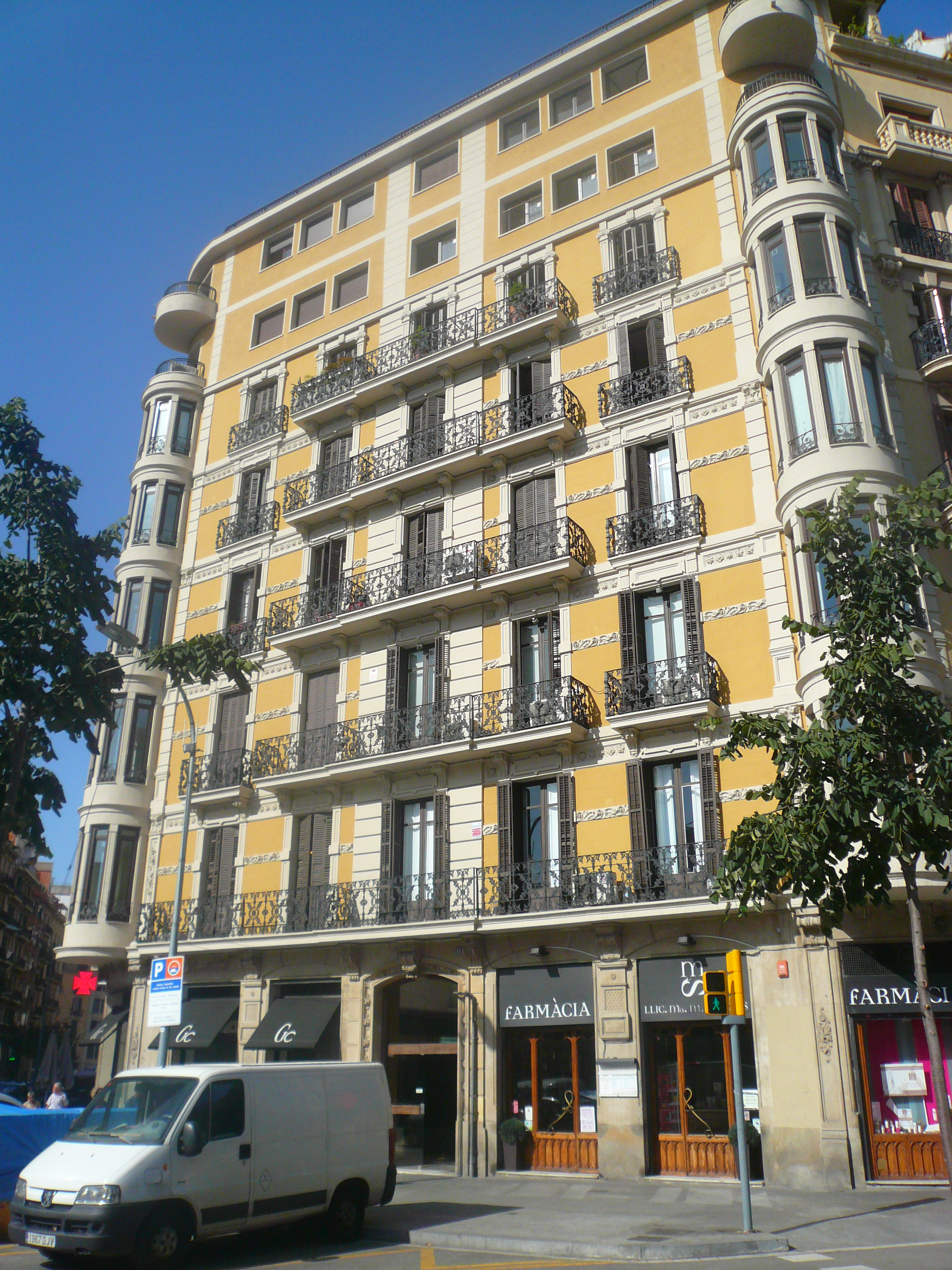
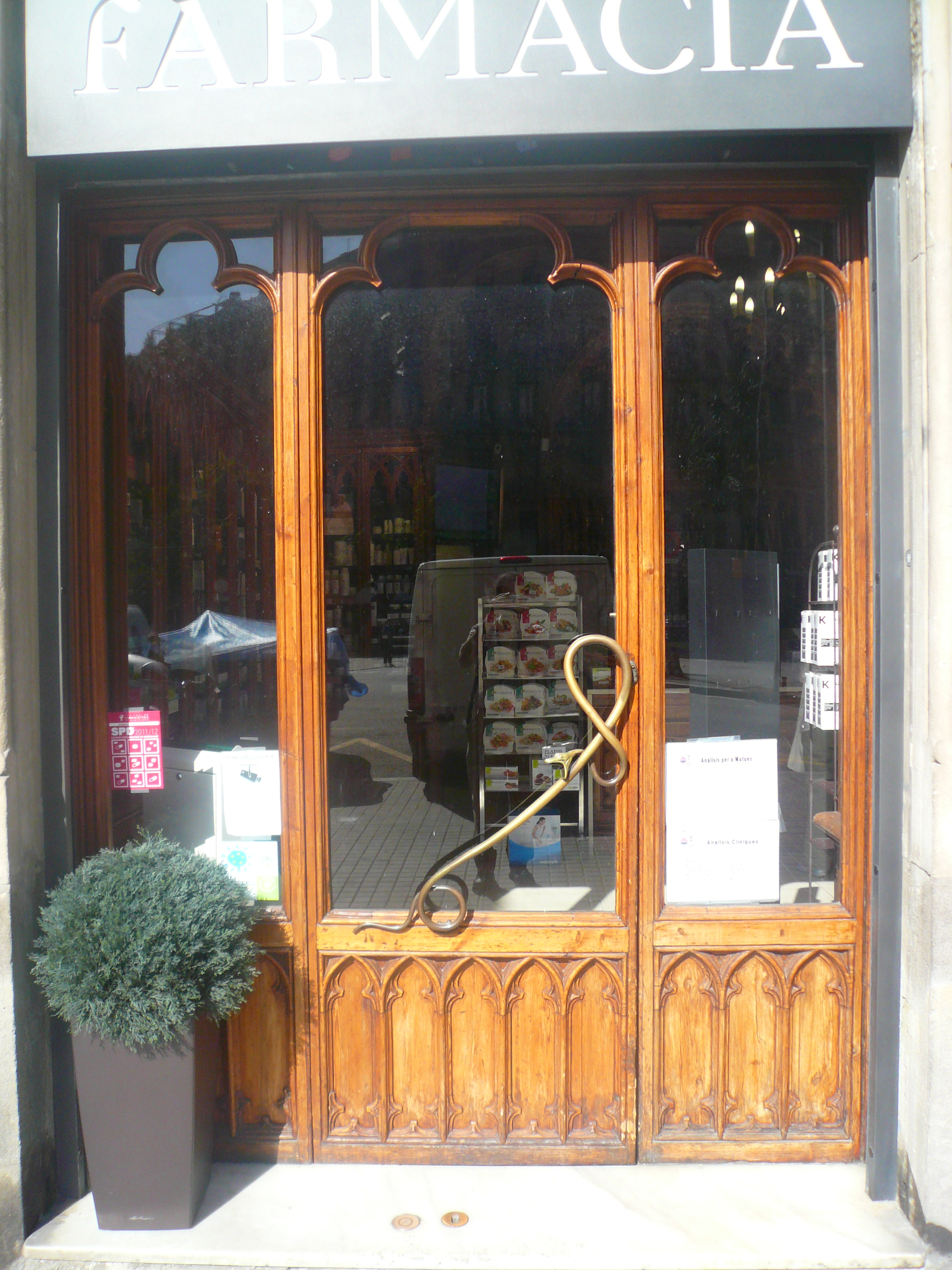
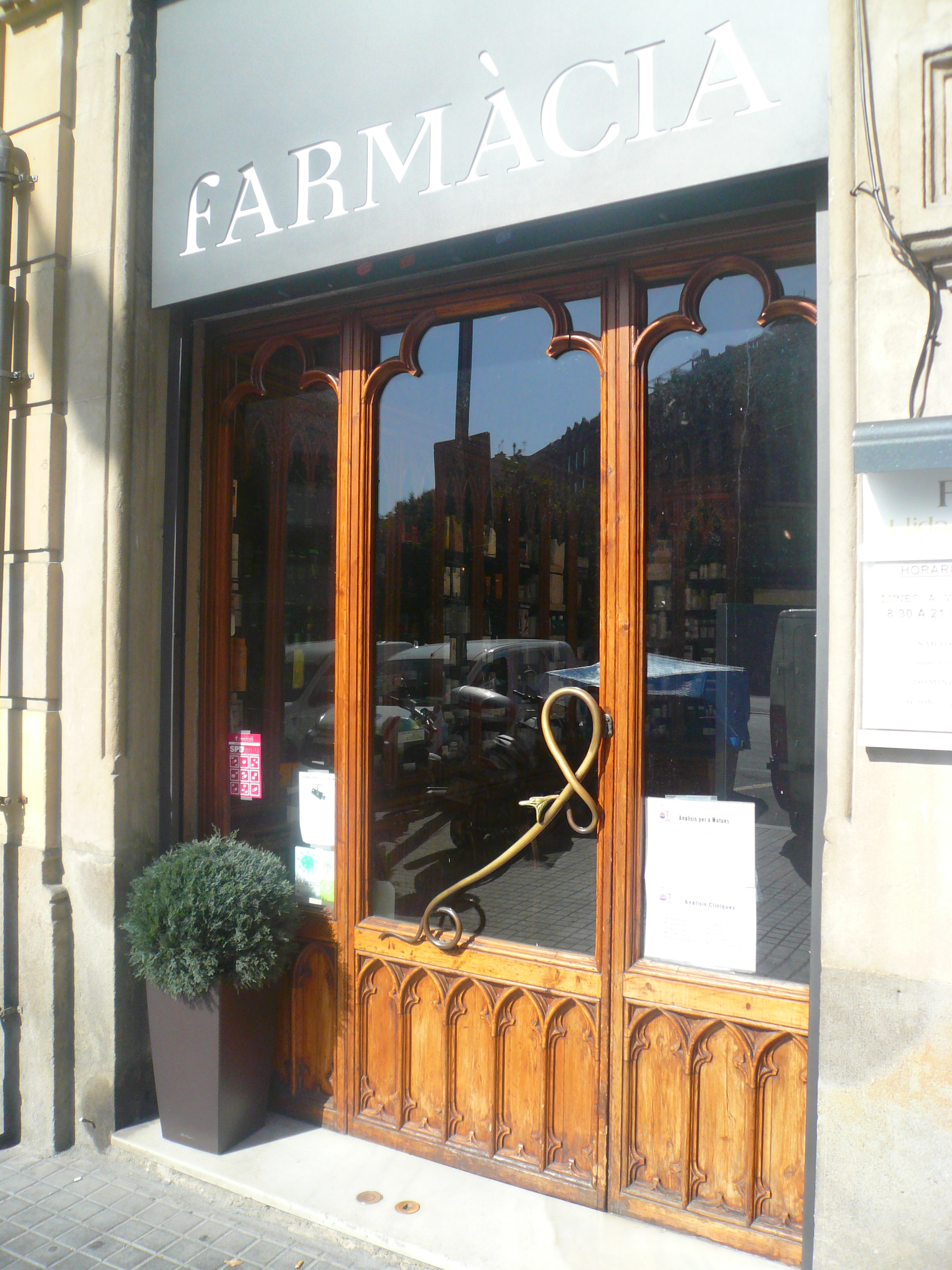
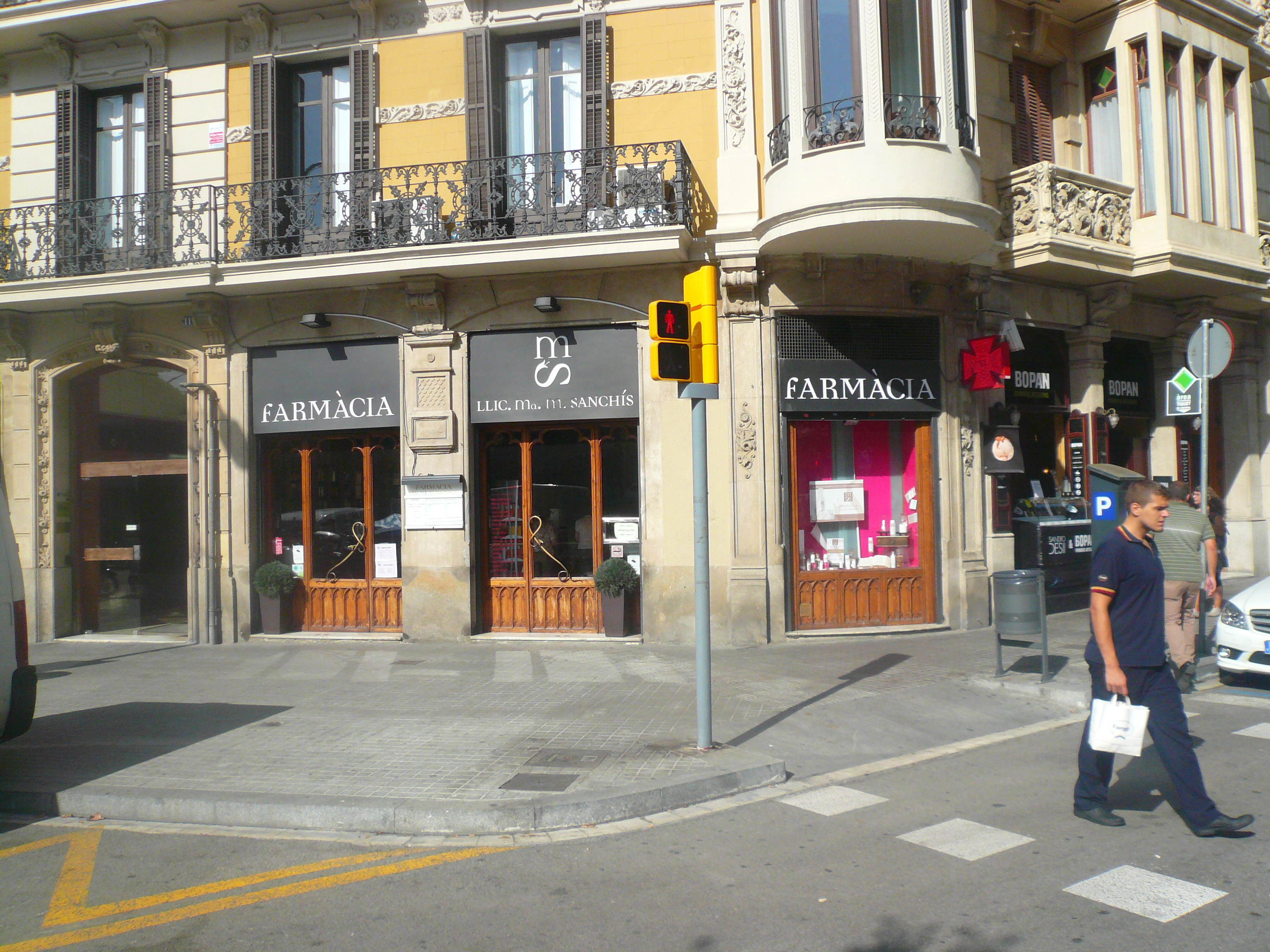